# Museu Barbier-Mueller d’Art Precolombí
Museu Barbier-Mueller d’Art Precolombí – muzeum znajdujące się w Barcelonie we wnętrzach średniowiecznej rezydencji Palau Nadal. Mieści się tu doskonała kolekcja sztuki pierwotnych mieszkańców Meksyku, Ameryki Środkowej, Andów i dolnego biegu Amazonki. To filia Muzeum Barbier-Mueller w Genewie (Szwajcaria), powszechnie uważanego za jedną z najlepszych kolekcji sztuki prekolumbijskiej na świecie.
Zwiedzanie barcelońskiej placówki rozpoczyna się od sali ze złotymi ozdobami figur bóstw z północy Peru, powstałymi ok. 1 tys. lat p.n.e. W trzech kolejnych salach eksponowane są gliniane figurki reprezentujące kulturę Majów i azteckie rzeźby.